# Volby do Zastupitelstva Ústeckého kraje 2024
Volby do Zastupitelstva Ústeckého kraje v roce 2024 se konaly v pátek 20. září a v sobotu 21. září 2024 jako součást celostátních krajských voleb v roce 2024.

## Pozadí
Ve volbách v roce 2020 zvítězilo hnutí ANO s 25,88 % hlasů. Do zastupitelstva se dostalo dalších sedm subjektů. Po volbách se na koalici dohodli zástupci hnutí ANO, ODS a koalice „Spojenci pro kraj“ (tj. hnutí JsmePRO!, Zelení, TOP 09, SNK ED a LES). Novým hejtmanem se stal Jan Schiller z hnutí ANO.
| Subjekt      | Subjekt      | % (2020)     | Mandáty      |
| Koalice (29) | Koalice (29) | Koalice (29) | Koalice (29) |
| ------------ | ------------ | ------------ | ------------ |
|              | ANO          | 25,88        | 17/55        |
|              | ODS          | 12,37        | 8/55         |
|              | JsmePRO!     | 6,11         | 1/55         |
|              | Zelení       | 6,11         | 1/55         |
|              | TOP 09       | 6,11         | 1/55         |
|              | SNK ED       | 6,11         | 1/55         |
| Opozice (26) |              |              |              |
|              | STAN         | 11,17        | 7/55         |
|              | Piráti       | 10,09        | 6/55         |
|              | SPD          | 8,94         | 5/55         |
|              | KSČM         | 6,26         | 4/55         |
|              | ProMOST      | 5,97         | 2/55         |
|              | UFO          | 5,97         | 2/55         |

## Kandidující subjekty
| Číslo | Subjekt | Subjekt                        | Typ              | Fotografie | Lídr              | Povolání | Poznámky |
| ----- | ------- | ------------------------------ | ---------------- | ---------- | ----------------- | --- | --- |
| 4     |         | ČSSD – ČISTÝ KRAJ              | koalice          |            | Elvíra Hahnová    | krajská zastupitelka, ředitelka obecně prospěšné společnosti, pěstounka                                                  | na kandidátce koalice kandidoval také člen DOMOV                                                                    |
| 7     |         | SPD, Trikolora a PRO           | koalice          |            | Jaroslav Foldyna  | poslanec, krajský zastupitel                                                                                             | |
| 8     |         | STAČILO! v Ústeckém kraji      | koalice          |            | Oldřich Bubeníček | novinář | složení koalice: KSČM, SOCDEM, ČSNS                                                                                 |
| 15    |         | DSZ – ZA PRÁVA ZVÍŘAT          | politická strana |            | Jaroslav Sepp     | šéfkuchař, zakládající člen spolku HeRo Pomoc bez hranic, ochránce zvířat                                                | |
| 16    |         | PŘÍSAHA občanské hnutí         | politické hnutí  |            | Vladimír Jelínek  | učitel, lektor | |
| 21    |         | Česká pirátská strana          | politická strana |            | Vít Rous          | předseda krajského zastupitelského klubu, místostarosta města Dubí, krajinný inženýr                                     | |
| 26    |         | HLAS Regionů                   | koalice          |            | Filip Ušák        | kandidát na hejtmana, zastupitel Ústeckého kraje, bývalý starosta, jednatel, konzultant ve veřejné správě                | složení koalice: USZ, SD-SN, HS, SpV                                                                                |
| 32    |         | SVOBODNÍ, ŠVÝCARSKÁ DEMOKRACIE | koalice          |            | Pavel Dittrich    | technik, OSVČ | |
| 33    |         | LEPŠÍ ŽIVOT PRO LIDI a ND      | politická strana |            | Lenka Závůrková   | operátorka skladu | |
| 39    |         | ANO 2011                       | politické hnutí  |            | Richard Brabec    | poslanec | |
| 42    |         | Spojenci pro kraj              | koalice          |            | Karolína Žákovská | vysokoškolská pedagožka, krajská zastupitelka, předsedkyně Výboru pro národnostní menšiny Zastupitelstva Ústeckého kraje | složení koalice: JsmePRO!, TOP 09, Zelení, SNK ED na kandidátce koalice kandidovali také členové LES a MÍSTNÍ HNHRM |
| 44    |         | STAROSTOVÉ PRO ÚSTECKÝ KRAJ    | koalice          |            | Jan Papajanovský  | starosta města Česká Kamenice, právník, VŠ pedagog                                                                       | složení koalice: STAN, PRO Zdraví                                                                                   |
| 59    |         | LEPŠÍ SEVER                    | politické hnutí  |            | Jan Paparega      | senátor, radní, zastupitel města Most a Ústeckého kraje                                                                  | za hnutí kandidovali členové NS, VÚ, ProMOST, ZLS, UFO a MÍSTNÍ HNHRM                                               |
| 85    |         | Občanská demokratická strana   | politická strana |            | Jiří Kulhánek     | náměstek hejtmana Ústeckého kraje, bývalý starosta města Kadaň                                                           | za stranu kandidovali členové KDU-ČSL                                                                               |

## Výsledky
|                              |                                |           |       |        |         |         |         |
| Subjekt                      | Subjekt                        | Hlasy     | Hlasy | Hlasy  | Mandáty | Mandáty | Mandáty |
| Subjekt                      | Subjekt                        | Počet     | %     | ±      | Počet   | ±       | %       |
|                              | ANO 2011                       | 69 839    | 39,47 | +13,59 | 26      | +9      | 47,27   |
|                              | STAROSTOVÉ PRO ÚSTECKÝ KRAJ    | 21 126    | 11,94 | +0,77  | 7       | 0       | 12,73   |
|                              | Občanská demokratická strana   | 19 374    | 10,94 | −1,43  | 7       | −1      | 12,73   |
|                              | SPD, Trikolora a PRO           | 18 489    | 10,44 | −1,80  | 6       | +1      | 10,91   |
|                              | STAČILO! v Ústeckém kraji      | 14 052    | 7,94  | −1,48  | 5       | +1      | 9,09    |
|                              | LEPŠÍ SEVER                    | 11 733    | 6,63  | nová   | 4       | +4      | 7,27    |
|                              | Spojenci pro kraj              | 7 112     | 4,01  | −2,10  | 0       | −4      | 0       |
|                              | Česká pirátská strana          | 5 417     | 3,06  | −7,03  | 0       | −6      | 0       |
|                              | HLAS Regionů                   | 3 520     | 1,98  | nová   | 0       | 0       | 0       |
|                              | PŘÍSAHA občanské hnutí         | 3 245     | 1,83  | nová   | 0       | 0       | 0       |
|                              | ČSSD – ČISTÝ KRAJ              | 953       | 0,53  | −0,10  | 0       | 0       | 0       |
|                              | DSZ – ZA PRÁVA ZVÍŘAT          | 852       | 0,48  | −0,29  | 0       | 0       | 0       |
|                              | LEPŠÍ ŽIVOT PRO LIDI a ND      | 697       | 0,39  | +0,27  | 0       | 0       | 0       |
|                              | SVOBODNÍ, ŠVÝCARSKÁ DEMOKRACIE | 525       | 0,29  | −0,16  | 0       | 0       | 0       |
| Celkem                       | Celkem                         | 5 375 090 | 100   | –      | 55      | –       | 100     |
|                              |                                |           |       |        |         |         |         |
| Platné hlasy                 | Platné hlasy                   | 176 934   | 0,99  | –      | –       | –       | –       |
| Neplatné hlasy               | Neplatné hlasy                 | 2 095     | 0,01  | –      | –       | –       | –       |
| Hlasy pod uzavírací klauzulí | Hlasy pod uzavírací klauzulí   | 22 321    | 12,62 | –      | –       | –       | –       |
| Celkem hlasů                 | Celkem hlasů                   | 179 029   | 100   | –      | –       | –       | –       |
| Registrovaní voliči/účast    | Registrovaní voliči/účast      | 637 155   | 28,13 |        |         |         |         |
| Zdroj:                       |                                |           |       |        |         |         |         |